# ダンジグ (競走馬)
ダンジグ（あるいはダンチヒなど。Danzig、1977年 - 2006年）は、アメリカの競走馬・種牡馬である。自身およびその後継種牡馬が多数成功し、サドラーズウェルズと並ぶノーザンダンサー最良の後継種牡馬に数えられる。
日本に輸入されていないため日本での読み方はさまざまである。英語読みに倣ったダンジグや、ドイツ語読みに倣ったダンチヒと呼ばれることが多いが、そのほかダンツィヒ、ダンシグなどの表記もあり、また実際の英語読みはダンシグやダァンスィグに近い（IPA:dænsɪg）。

## 出生
ウィリアム・S・ファリシュとマーシャル・ジェニーによって運営されていた、ペンシルベニア州のデリーミーティングファームで生産された牡馬である。母パドノムはファリシュとジェニーが競走馬の頃に購入した馬で、5歳まで走ってジャスミンステークスなどで9勝を挙げた馬であった。父ノーザンダンサーはすでに大種牡馬としての地位を確立していた頃で、パドノムとは初年度・翌年と連続で種付けし、その2番目に生まれたのがダンジグであった。
ダンジグは1978年のサラトガイヤリングセールに出品され、そこでウッドフォード・セフィス・スティーヴンス調教師と馬主ヘンリク・デ・クフャトコフスキによって31万ドルで落札された。ダンジグは体高が15.3ハンド（約155.4センチメートル）と小さい馬で、当時はニジンスキーのような大柄な産駒が成功すると考えられており、このためノーザンダンサー産駒ながら比較的安値で落札されたと考えられている。馬名の由来はポーランドの都市グダニスクがドイツ領であった時代の古称・Danzig（ダンツィヒ）からで、これはポーランド出身のクフャトコフスキが、当時祖国を影響下に収めていたソビエト連邦への対抗意識としてつけたものと考えられた。

## 戦績
スティーヴンス調教のもとでダンジグは競走馬としての経験を積み、2歳時の6月25日に行われたベルモントパーク競馬場の未勝利戦（5.5ハロン・約1105メートル）でデビューを迎えた。1番人気に支持されたダンジグは、スタートから先頭を独走し、3馬身の差をつけて第4コーナーを迎えると、そのままさらに突き放し、結果2着に8馬身半の差をつける圧勝を見せた。
ダンジグはデビューの以前から膝に剥離骨折の症状がみられており、これが能力の妨げになること危惧されていた。デビュー戦の後、スティーヴンス調教師は思い切ってダンジグに手術させ、膝にボルトを入れて剥離した部分を固定した。手術後は暖かいフロリダに移し、そこで負担の少ないプール調教などで慣らしていった。
競走に復帰したのは3歳春シーズンとなった5月のアケダクト競馬場に行った6ハロン（約1206メートル）の一般戦で、11か月ぶりの出走であった。単勝1.3倍に支持されたダンジグはスタートとともに先頭に立ち、キャンターで独走状態に入り、そのまま後続に7馬身の差をつけて圧勝した。2週間後のベルモントパークで迎えた7ハロン（約1407メートル）の一般戦では、単勝1.1倍という圧倒的な支持を受けると、鞍上のエディ・メイプル騎手が負担を抑えながら走ったにもかかわらず、2着に5馬身3/4差をつけて再び圧勝した。
スティーヴンスはダンジグの肢が十分に良好ではないため、まだステークス競走では使わず、次戦もモンマスパーク競馬場の一般戦を予定していた。しかし、膝のX線撮影写真には亀裂が大きくなっていることが確認され、獣医師からは「もう一度競走をさせたらこの馬の命はない」と警告されたことで、引退を決意した。

## 種牡馬として
競走を引退後、ダンジグは1981年よりケンタッキー州のクレイボーンファームで種牡馬となった。セス・ハンコック主導のもと8万ドルのシンジケートを組まれたが、ニューヨーク以外ではほぼ無名であったダンジグのシンジケート株を売るのは難儀し、クフャトコフスキが多くを受け持つ形になった。
しかし知名度とは裏腹に、初年度産駒からアメリカ最優秀2歳牡馬となったチーフズクラウン、アーリントンワシントンラッシーステークス（G1）勝ち馬コントラダンス、ハリウッドフューチュリティ（G1）勝ち馬ステファンズオデッセイといったG1馬を多数出す成功を収める。さらに2年目の産駒にはベルモントステークス勝ち馬ダンジグコネクションを出すなど、幅広い距離での適性があることを証明した。1991年より北米リーディングサイアーとなり、1993年まで3年連続でその座に就いた。アメリカジョッキークラブの統計によれば、競走馬登録された産駒1099頭のうち687頭が勝ち上がり、198頭がステークス競走に優勝している。
またヨーロッパや日本などでも活躍馬を出し、ジュライカップ優勝のグリーンデザートのような芝への適性、ひいてはアメリカ国外での適性を示す産駒も多く出している。
グリーンデザートやデインヒルなど後継の種牡馬もまた成功し、2016年頃にはノーザンダンサー系のおよそ50%がダンジグ以降の父系に支配されていた。これらの父系は、総称してダンジグ系（Danzig line）と呼ばれている。
2004年に種牡馬を引退。2006年1月3日、老衰のためクレイボーンファームで安楽死の処置がとられた。遺骸はクレイボーンファームに埋葬された。

### 主な産駒

#### 海外調教馬
- アジュディケーティング Adjudicating - カウディンステークス、シャンペンステークス。種牡馬[注 2]）
- チーフズクラウン Chief's Crown - BCジュヴェナイル、トラヴァーズステークスなど。1986年アメリカ最優秀2歳牡馬。種牡馬。
- ダンススマートリー Dance Smartly - ブリーダーズカップディスタフ、カナダ三冠。
- デインヒル Danehill - スプリントカップなど。種牡馬。
- ハードスパン Hard Spun - キングスビショップステークスなど。種牡馬。
- グリーンデザート Green Desert - ジュライカップなど。種牡馬。
- ルアー Lure - BCマイル連覇など。
- パインブラフ Pine Bluff - プリークネスステークスなど。種牡馬。
- ポリッシュネイビー Polish Navy - カウディンステークス、シャンペンステークス。種牡馬
- シャーディー Shaadi - アイルランド2000ギニー。種牡馬。
- ウォーチャント War Chant - BCマイルなど。種牡馬。
- ウォーフロント War Front - 種牡馬。
- コマーズ Comaz - 繁殖牝馬。ゴールデンジャック、スターリングローズの母。

#### 日本調教馬
- ヤマニンパラダイス（阪神3歳牝馬ステークス）
- アグネスワールド（アベイ・ド・ロンシャン賞、ジュライカップ、CBC賞、全日本3歳優駿、函館3歳ステークス）
- マグナーテン（毎日王冠、アメリカジョッキークラブカップ、関屋記念2勝）
- ビコーペガサス（京成杯、セントウルステークス）
- ステキシンスケクン（アーリントンカップ、京成杯オータムハンデキャップ）
- ヒカリサーメット（京都金杯）

### 母父としての主な産駒

#### 海外調教馬
- Maldivian - コックスプレートなど（父Zabeel）
- Tranquility Lake - ゲイムリーハンデキャップなど（父Rahy）
- Voodoo Dancer - ダイアナハンデキャップなど（父Kingmambo）
- Wonder Again - ダイアナハンデキャップなど（父Silver Hawk）
- Strategic Choice - 愛セントレジャーなど（父Alleged）
- Fusaichi Pegasus - ケンタッキーダービーなど（父Mr. Prospector）
- Dramatic Gold - メドーランズカップなど（父Slew o' Gold）
- Cutlass Bay - ガネー賞など（父Halling）
- Soaring Free - アットマイルなど（父Smart Strike）
- Acoma - スピンスターステークスなど（父エンパイアメーカー）
- Caller One - ドバイゴールデンシャヒーンなど（父Phone Trick）
- The Cliff's Edge - ブルーグラスステークスなど（父Gulch）
- Ecton Park - スーパーダービーなど（父フォーティナイナー）
- Hula Angel - 愛1000ギニーなど（父Woodman）
- Full Mast - ジャン・リュック・ラガルデール賞など（父Mizzen Mast）
- Arch - スーパーダービーなど（父Kris S.）
- Dancethruthedawn - ゴーフォーワンドハンデキャップなど（父Mr. Prospector）
- Monzante - エディーリードステークスなど（父Maria's Mon）
- George Vancouver - BCジュヴェナイルターフなど（父Henrythenavigator）

#### 日本調教馬
- グラスワンダー - 朝日杯3歳S、有馬記念2回、宝塚記念など（父Silver Hawk）
- ニシノフラワー - 阪神3歳牝馬S、桜花賞、スプリンターズSなど（父マジェスティックライト）
- ビリーヴ - スプリンターズS、高松宮記念など（父サンデーサイレンス）
- スターリングローズ - JBCスプリントなど（父アフリート）
- シンボリインディ - NHKマイルC、京成杯AH（父A.P. Indy）
- テイエムイナズマ - デイリー杯2歳S（父ブラックタイド）
- ゴールデンジャック - 報知杯4歳牝馬特別、サンケイスポーツ賞4歳牝馬特別（父アフリート）
- ハギノリアルキング - 目黒記念、日経新春杯（父リアルシャダイ）
- ミレニアムバイオ - マイラーズC、北九州記念、富士S（父サンデーサイレンス）
- レイズスズラン - 浦和記念、さきたま杯2回（父リアルシャダイ）
- ゲットフルマークス - 京王杯2歳S（父マイネルラヴ）
- ケイアイガーベラ - プロキオンS、カペラS（父Smarty Jones）
- サクラオリオン - 中京記念、函館記念（父エルコンドルパサー）
- デアリングハート - クイーンS、府中牝馬S2回（父サンデーサイレンス）
- ピットファイター - 武蔵野S、アンタレスS、マーキュリーC（父Pulpit）
- エーシンジーライン - 小倉大賞典（父Giant's Causeway）
- マジカルポケット - 函館2歳S（父ジャングルポケット）
- マンボツイスト - 平安S、名古屋大賞典、マーチS（父Kingmambo）
- タガノテイオー - 東京スポーツ杯3歳S（父サンデーサイレンス）
- ロンドンブリッジ - ファンタジーS（父ドクターデヴィアス）
- アルドラゴン - 名古屋大賞典（父ブライアンズタイム）
- アドマイヤタッチ - 兵庫ジュニアグランプリ（父ティンバーカントリー）
- ミスイロンデル - 兵庫ジュニアグランプリ（父コマンダーインチーフ）
- キングフィデリア - 新潟大賞典（父Kingmambo）
- ヤマニンセラフィム - 京成杯（父サンデーサイレンス）
- ナリタオンザターフ - 名古屋優駿（父アフリート）

## 血統表
| ダンジグの血統                      | ダンジグの血統                              | ダンジグの血統          | （血統表の出典）        | （血統表の出典） |
| 父系                                | ノーザンダンサー系                          | ノーザンダンサー系      | ノーザンダンサー系      | [ § 2 ]          |
| 父 Northern Dancer 1961 鹿毛 カナダ | 父の父Nearctic 1954 黒鹿毛 カナダ           | Nearco                  | Pharos                  | Pharos           |
| 父 Northern Dancer 1961 鹿毛 カナダ | 父の父Nearctic 1954 黒鹿毛 カナダ           | Nearco                  | Nogara                  |                  |
| 父 Northern Dancer 1961 鹿毛 カナダ | 父の父Nearctic 1954 黒鹿毛 カナダ           | Lady Angela             | Hyperion                | Hyperion         |
| 父 Northern Dancer 1961 鹿毛 カナダ | 父の父Nearctic 1954 黒鹿毛 カナダ           | Lady Angela             | Sister Sarah            |                  |
| 父 Northern Dancer 1961 鹿毛 カナダ | 父の母Natalma 1957 鹿毛 アメリカ            | Native Dancer           | Polynesian              | Polynesian       |
| 父 Northern Dancer 1961 鹿毛 カナダ | 父の母Natalma 1957 鹿毛 アメリカ            | Native Dancer           | Geisha                  |                  |
| 父 Northern Dancer 1961 鹿毛 カナダ | 父の母Natalma 1957 鹿毛 アメリカ            | Almahmoud               | Mahmoud                 | Mahmoud          |
| 父 Northern Dancer 1961 鹿毛 カナダ | 父の母Natalma 1957 鹿毛 アメリカ            | Almahmoud               | Arbirator               |                  |
| 母 Pas de Nom 1968 黒鹿毛 アメリカ  | 母の父Admiral's Voyage 1959 黒鹿毛 アメリカ | Crafty Admiral          | Fighting Fox            | Fighting Fox     |
| 母 Pas de Nom 1968 黒鹿毛 アメリカ  | 母の父Admiral's Voyage 1959 黒鹿毛 アメリカ | Crafty Admiral          | Admiral's Lady          |                  |
| 母 Pas de Nom 1968 黒鹿毛 アメリカ  | 母の父Admiral's Voyage 1959 黒鹿毛 アメリカ | Olympia Lou             | Olympia                 | Olympia          |
| 母 Pas de Nom 1968 黒鹿毛 アメリカ  | 母の父Admiral's Voyage 1959 黒鹿毛 アメリカ | Olympia Lou             | Louisiana Lou           |                  |
| 母 Pas de Nom 1968 黒鹿毛 アメリカ  | 母の母Petitioner 1952 鹿毛 イギリス         | Petition                | Fair Trial              | Fair Trial       |
| 母 Pas de Nom 1968 黒鹿毛 アメリカ  | 母の母Petitioner 1952 鹿毛 イギリス         | Petition                | Art Paper               |                  |
| 母 Pas de Nom 1968 黒鹿毛 アメリカ  | 母の母Petitioner 1952 鹿毛 イギリス         | Steady Aim              | Felstead                | Felstead         |
| 母 Pas de Nom 1968 黒鹿毛 アメリカ  | 母の母Petitioner 1952 鹿毛 イギリス         | Steady Aim              | Quick Arrow             |                  |
| 母系(F-No.)                         | (FN:7-a)                                    | (FN:7-a)                | (FN:7-a)                | [ § 3 ]          |
| 5代内の近親交配                     | Pharos-Fairway4x5=9.38%                     | Pharos-Fairway4x5=9.38% | Pharos-Fairway4x5=9.38% | [ § 4 ]          |
| 出典                                | 1. 2. 3. 4.                                 | 1. 2. 3. 4.             | 1. 2. 3. 4.             | 1. 2. 3. 4.      |

- 母Pas de Nomはヴァージニアベルステークス、ジャスミンステークス、シーショアステークスなど42戦9勝。
- 3代母Steady Aimは1946年のオークス馬。
- 7-aに属する同牝系からは、プール・デッセ・デ・プーリッシュ優勝馬のMistral及びRose Gypsy、ダービー馬Kris Kin、凱旋門賞馬トピオ、アルゼンチン二冠馬Gentlemenなどが出ている。